# Kanton Ars-sur-Moselle
Der Kanton Ars-sur-Moselle war von 1801 bis 2015 ein französischer Wahlkreis im Arrondissement Metz-Campagne, im Département Moselle und in der Region Lothringen. Sein Haupttor war Ars-sur-Moselle.

## Lage
Der Kanton lag im äußersten Westen des Départements Moselle.

Lage des Kantons Ars-sur-Moselle innerhalb des Arrondissements Metz-Campagne
Lage des Kantons Ars-sur-Moselle innerhalb des Départements Moselle

## Geschichte
Im Zuge der Verwaltungsneugliederung des Jahres IX (1801) entstand im „3. Arrondissement communal“ (Metz) aus Teilen mehrerer früherer Kantone der Kanton Gorze mit damals 31 Gemeinden. Abgesehen von einigen Veränderungen im Bestand durch Eingemeindung oder Neubildung von Gemeinden, blieb der Kanton bis 1871 unverändert. Infolge der Regelungen des Friedensvertrages von Frankfurt wurde der Kanton geteilt: die 12 französisch bleibenden Gemeinden bildeten seit 1873 den Kanton Chambley-Bussières im Arrondissement Briey. Die verbliebenen 18 bildeten weiterhin – nun im Landkreis Metz – den Kanton Gorze. Der Sitz des Friedensgerichts wurde schon 1878 nach Ars an der Mosel (Ars-sur-Moselle) verlegt; im Hauptort des Kantons wurden nur noch regelmäßige Gerichtstage des nunmehrigen Amtsgerichts Ars gehalten. 1950 wurde der immer schon größte Ort des Kantons auch zu dessen Hauptort (Chef-lieu) erklärt und der Kanton entsprechend umbenannt.

## Gemeinden
Zum Kanton gehörten folgende Gemeinden:
| Gemeinde             | Einwohner (2012) | Code postal | Code Insee |
| -------------------- | ---------------- | ----------- | ---------- |
| Ancy-sur-Moselle     | 1.408            | 57130       | 57021      |
| Arry                 | 541              | 57680       | 57030      |
| Ars-sur-Moselle      | 4.782            | 57130       | 57032      |
| Châtel-Saint-Germain | 2.134            | 57160       | 57134      |
| Corny-sur-Moselle    | 2.256            | 57680       | 57153      |
| Dornot               | 196              | 57130       | 57184      |
| Gorze                | 1.205            | 57680       | 57254      |
| Gravelotte           | 768              | 57130       | 57256      |
| Jouy-aux-Arches      | 1.547            | 57130       | 57350      |
| Jussy                | 490              | 57130       | 57352      |
| Lessy                | 777              | 57160       | 57396      |
| Novéant-sur-Moselle  | 1.981            | 57680       | 57515      |
| Rezonville-Vionville | 507              | 57130       | 57578      |
| Rozérieulles         | 1.393            | 57160       | 57601      |
| Sainte-Ruffine       | 530              | 57130       | 57624      |
| Vaux                 | 862              | 57130       | 57701      |
| Vernéville           | 601              | 57130       | 57707      |

## Bevölkerungsentwicklung
| 1962   | 1968   | 1975   | 1982   | 1990   | 1999   | 2006   | 2012   |
| ------ | ------ | ------ | ------ | ------ | ------ | ------ | ------ |
| 16.482 | 17.654 | 18.907 | 18.988 | 19.764 | 21.291 | 21.601 | 21.975 |